# العلاقات الإيرانية الفيجية
العلاقات الإيرانية الفيجية هي العلاقات الثنائية التي تجمع بين إيران وفيجي.

## مقارنة بين البلدين
هذه مقارنة عامة ومرجعية للدولتين:
| وجه المقارنة                                              | إيران                    | فيجي                                                                 |
| --------------------------------------------------------- | ------------------------ | -------------------------------------------------------------------- |
| المساحة (كم2)                                             | 1.65 مليون               | 18.27 ألف                                                            |
| عدد السكان (نسمة)                                         | 79.97 مليون              | 915.30 ألف                                                           |
| الكثافة السكانية (ن./كم²)                                 | 48.47                    | 50.1                                                                 |
| العاصمة                                                   | طهران                    | سوفا                                                                 |
| اللغة الرسمية                                             | لغة فارسية               | لغة إنجليزية، اللغة الفيجية، اللغة الفيجي الهندية، اللغة الهندستانية |
| العملة                                                    | ريال إيراني              | دولار فيجي                                                           |
| الناتج المحلي الإجمالي (بليون دولار)                      | 439.51 مليار             | 5.06 مليار                                                           |
| الناتج المحلي الإجمالي (تعادل القوة الشرائية) بليون دولار | 1.36 تريليون             | 8.32 مليار                                                           |
| الناتج المحلي الإجمالي الاسمي للفرد دولار أمريكي          |                          | 4.96 ألف                                                             |
| الناتج المحلي الإجمالي للفرد دولار أمريكي                 |                          | 8.79 ألف                                                             |
| مؤشر التنمية البشرية                                      | 0.766                    | 0.727                                                                |
| رمز المكالمات الدولي                                      | +98                      | +679                                                                 |
| رمز الإنترنت                                              | .ir،                     | .fj                                                                  |
| المنطقة الزمنية                                           | ت ع م+03:30، توقيت إيران | ت ع م+12:00                                                          |

## منظمات دولية مشتركة
يشترك البلدان في عضوية مجموعة من المنظمات الدولية، منها:
| علم المنظمة | اسم المنظمة                        | تاريخ انضمام إيران | تاريخ انضمام فيجي |
| ----------- | ---------------------------------- | ------------------ | ----------------- |
|             | المنظمة الهيدروغرافية الدولية      | ?                  | ?                 |
|             | الاتحاد البريدي العالمي            | ?                  | ?                 |
|             | يونسكو                             | 6 سبتمبر 1948      | 14 يوليو 1983     |
|             | البنك الدولي للإنشاء والتعمير      | 29 ديسمبر 1945     | 28 مايو 1971      |
|             | وكالة ضمان الاستثمار متعدد الأطراف | 15 ديسمبر 2003     | 24 سبتمبر 1990    |
|             | منظمة الشرطة الجنائية الدولية      | ?                  | ?                 |
|             | مؤسسة التمويل الدولية              | 28 ديسمبر 1956     | 12 يوليو 1979     |
|             | الأمم المتحدة                      | 24 أكتوبر 1945     | 13 أكتوبر 1970    |
|             | مؤسسة التنمية الدولية              | 10 أكتوبر 1960     | 29 سبتمبر 1972    |
|             | منظمة حظر الأسلحة الكيميائية       | ?                  | ?                 |

## وصلات خارجية
- موقع وزارة الخارجية الإيرانية
- موقع وزارة الخارجية الفيجية